# Jomsviking
Jomsviking é o décimo álbum de estúdio da banda sueca de viking metal Amon Amarth, lançado em 25 de março de 2016.

## Faixas
Todas as faixas escritas e compostas por Amon Amarth. 
| N.º            | Título                                          | Duração |  |
| 1.             | "First Kill"                                    | 4:21    |  |
| 2.             | "Wanderer"                                      | 4:42    |  |
| 3.             | "On a Sea of Blood"                             | 4:04    |  |
| 4.             | "One Against All"                               | 3:37    |  |
| 5.             | "Raise Your Horns"                              | 4:23    |  |
| 6.             | "The Way of Vikings"                            | 5:11    |  |
| 7.             | "At Dawn’s First Light"                         | 3:50    |  |
| 8.             | "One Thousand Burning Arrows"                   | 5:49    |  |
| 9.             | "Vengeance Is My Name"                          | 4:41    |  |
| 10.            | "A Dream That Cannot Be" (featuring Doro Pesch) | 4:22    |  |
| 11.            | "Back on Northern Shores"                       | 7:08    |  |
| Duração total: | Duração total:                                  | 52:08   |  |